# Думброва, Лев Трофимович
Лев Трофимович Думброва (Думбров) (1865—1917) — русский военачальник, генерал-майор.

## Биография
Родился 21 февраля (5 марта по новому стилю) 1865 года, происходил из мещан Подольской губернии.
По окончании 2-го Кишиневского уездного училища, в 1882 году он поступил на военную службу рядовым на правах вольноопределяющегося III-го разряда в 54-й пехотный Минский Царя Болгарского полк. В августе того же года он поступил в подготовительный класс Одесского пехотного юнкерского училища. По окончании курса наук в училище, в 1885 году был произведен в подпрапорщики и направлен в свой полк.
В феврале 1886 года Лев Трофимович был произведен в подпоручики и переведен в 56-й пехотный Житомирский полк. Занимал должности адъютанта 1-го батальона и заведующего оружием полка.
В 1896 году сделал попытку поступить в Николаевскую академию генерального штаба, окончившуюся неудачей. На следующий год, поручик Думброва вновь делает попытку поступить в академию, которая также не удалась. В 1898 году, с третьего раза, он выдержал вступительные экзамены и оказался среди слушателей академии. В 1901 году окончил дополнительный курс и за «отличные успехи в науках» был произведен в капитаны.
После выпуска был назначен на службу генерального штаба в штаб Кавказского военного округа. Отбывал цензовое командование ротой в 1903—1904 годах при 16-м гренадерском Мингрельском полку.
В ноябре 1904 года был назначен на службу в Главный штаб, а в 1906 году — в Главное управление Генерального штаба. В декабре 1908 года за отличие по службе был произведен в полковники. В 1909 году отбывал цензовое командование батальоном при 59-м пехотном Люблинском полку и 5 октября 1910 года Высочайшим приказом был назначен на должность начальника штаба 48-й пехотной дивизии.
С началом Первой мировой войны Думброва временно командовал 192-м пехотным Рымникским полком и в сентябре 1914 года был назначен начальником штаба 34-й пехотной дивизии. 4 марта 1915 года получил в командование 311-й пехотный Кременецкий полк. 5 июля 1915 года за боевые отличия был произведен в генерал-майоры. 5 марта 1916 года получил назначение на должность начальника штаба 28-й пехотной дивизии с переводом в Генеральный штаб.
С 29 февраля 1916 года находился в резерве чинов при штабе Петроградского военного округа (по другим данным был зачислен в резерв чинов при штабе Киевского военного округа с зачислением по армейской пехоте).
Умер скоропостижно 13 апреля (26 апреля по новому стилю) 1917 года. Исключен из списков умершим 9 мая 1917 года.

## Награды
- Награждён орденом Св. Георгия 4-й степени (30 декабря 1915).
- Также награждён другими орденами Российской империи, в числе которых Св. Станислава 3-й степени (1894) и Св. Анны 3-й степени (1905).